# 石牆花
石牆花（英語：WALL-FARE）是已解散的香港囚權支援組織，由前立法會議員邵家臻於2020年12月14日創立，旨在為所有因社會運動被捕的人士或有關人士提供各種支援，同時為在囚人士與公眾提供筆友配對計劃。除支援在囚人士外，組織亦關注在囚人士待遇問題和爭取獄政改革，例如揭發懲教署職員把囚友的「私飯」弄得橫七豎八，以及要求署方正視和改善監獄酷熱問題。但是，石牆花的一連串舉動引來政府官員和建制派政治組織的批評。2021年9月7日，時任保安局局長鄧炳強不點名批評石牆花在監房「製造特權」，從而協助部分還柙人士在監獄內建立勢力並危害國家安全。同月14日，創辦人邵家臻宣佈組織即日解散並停止服務。

## 緣起與創立
2019年4月，立法會議員邵家臻因參與佔領中環行動而被裁定兩項控罪成立，判監8個月，10月出獄。同年6月，反對《逃犯條例修訂草案》運動大規模爆發，不少示威者在各場警民衝突中被捕。出獄後，邵指懲教署對囚權認識非常少，囚犯在獄中沒有地位可言，並批評單獨囚禁欠準則，故開始爭取改善囚權。同時，邵亦希望支援因社會運動而被捕的示威者及其家庭。2020年中旬，邵憑藉改善囚權的初衷，加上自己被囚的經驗以及對監牢和獄政的認識，建立了石牆花平台，旨在讓更多人參與和關心囚犯人權。平台名稱寓意爭取囚權工作遍地開花。平台成立後，邵打算以社會企業模式運作，並聘請囚友工作。邵指籌辦過程中遇到不少困難，包括銀行戶口開立需時過長、捐錢人數偏低以及租金和工資等。

## 經歷

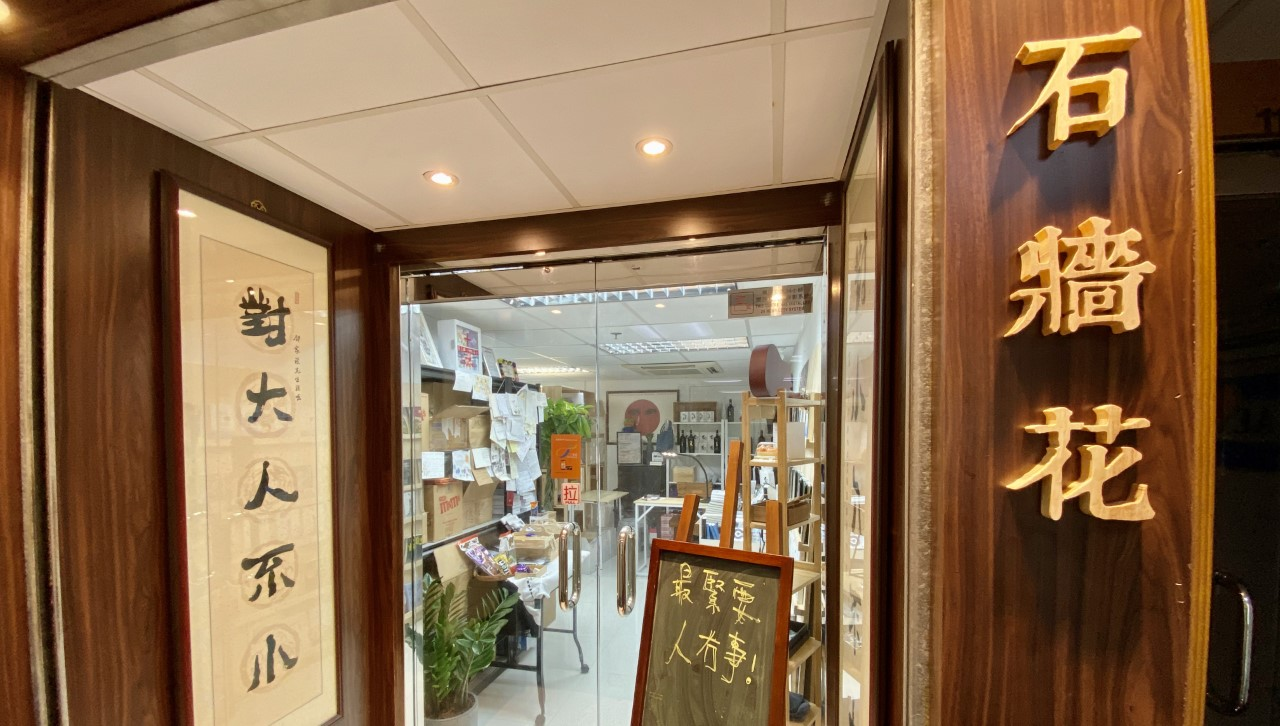
石牆花在荔枝角的辦事處

石牆花的主要工作包括還押物資支援、情緒支援、個案跟進、福利申請等。石牆花的還押物資支援主要受眾為因社會運動而被捕的人士，組織會先收集懲教署指定款式物資，家屬可以在登記所需物品後到石牆花免費領取。另外，組織設有筆友計劃，為公眾提供平台向在囚人士寄信及節日賀卡，又不時舉辦課程和活動向公眾傳授支援囚友的辦法。除支援在囚人士外，組織亦關注在囚人士待遇問題和爭取獄政改革。2020年12月，石牆花成功開設銀行戶口，正式成立，並落戶荔枝角九龍廣場。辦事處面積約一千平方呎，大致劃分為物資儲存區、講座區、會面區、圖書區和職員辦公區。邵家臻指落戶該區的主要原因是該處距離荔枝角收押所約十分鐘路程，可方便囚友家屬領取物資及尋求支援。邵又指自已曾考慮將石牆花的地址隱去，以免有人前來生事破壞，但礙於組織性質，此舉或難以接觸服務對象，故他最終擱置念頭。組織營運開支主要源自公眾捐款，每月開支高達十萬，但在好鄰舍北區教會被警方以洗黑錢為由凍結銀行戶口後，眾籌戛然而止。為節省開支，組織未有開設商業用電話號碼。此外，組織亦在辦事處內售賣「珈啡公義」咖啡，由訪客自由訂價，組織從中賺取營運費。根據石牆花的數據，2020年合共處理近6,000至7,000封信件。
2021年2月14日情人節，石牆花代在囚人士向「牆外人」送上十多紮花束，邵指此舉是要「以愛情穿透監獄」。同月19日，警方以暴動罪等共20項罪名，起訴涉嫌在香港理工大學衝突中突圍的12人，其中11人未被裁判官批准保釋。數日後，47名民主派人士因參與或組織2020年香港立法會選舉民主派初選，被警方以串謀顛覆國家政權的罪名指控起訴，當中36人不獲保釋。石牆花當時為這兩批還押人士張羅物資，期間幸得網上零食店「Jimmy Jungle」幫助才得以成功，後來該店更把其倉庫搬往組織所在地。3月23日，石牆花在網上發文，指牛奶朱古力品牌M&M's把旗下一款朱古力產品的包裝由40克改為37克，但懲教署未有更新其認可物品清單規格，擔心在囚人士會因而無法收到相關產品，故呼籲市民捐贈舊版40克裝朱古力。兩日後，石牆花表示已收集到逾千包舊版朱古力，足夠一個月用量，並已經停止徵求行動，又指署方應該盡快更新清單以照顧在囚人士的需要。同月27日，石牆花在社交媒體專頁上發文，指有還押於赤柱監獄的囚友反映「私飯」質素不理想，餸菜被弄得橫七豎八，有如「打大風」，而且隨餐附送的飲料味道奇怪，疑被互相倒來倒去。石牆花把原因歸咎於懲教署職員的干預，又表示當囚友向署方投訴「私飯」有問題時，署方則將問題轉移到膳食供應商，最終目的是「令食私飯的囚友『知難而退』而轉食大棚飯」。時任保安局局長李家超則撰文回應，不點名批評石牆花以「私飯」來向懲教署作出無理攻擊，試圖製造壓力，干擾懲教人員執行職務。
5月20日，天文台公布當月全日最低氣溫在28度或以上的熱夜日數多達7天，打破有記錄以來5月最多熱夜紀錄。及後，石牆花發起聯署，呼籲公眾關注監獄酷熱環境問題，並要求懲教署改善監房規定及措施。石牆花亦在社交網站發文，指監房的酷熱問題除了與它所處的位置、建築結構等有關，更與通風系統掛勾，又引述在囚人士指他們猶如「蒸籠裡的小籠包」一樣。另外，石牆花表示歷年來不少團體、議員、釋囚已提出不同方法改善監獄酷熱問題，但懲教署仍然無動於衷，故再次整合各方意見並提出具體建議，希望署方能夠基於人道理由而認真考慮。同月23日，石牆花指已收集逾十萬網民聯署，會聯同前立法會議員張超雄及其他關注囚權團體，去信懲教署署長要求見面。數日後，懲教署書面回覆邵家臻，指署方已採取多項措施改善監獄內的羈押環境，包括安裝通風效能較佳的新式閘門和窗戶，以及加裝風力強勁的牛角扇等，又會按計劃為公認為最熱最侷的赤柱監獄囚室加裝防自殺設計的滾筒扇。邵指署方願意進行改善工程的舉動值得肯定，但同時促請署方跟進由市民提出的可行建議，因改善工程需時但市民的建議卻可即見成效。6月5日，石牆花指懲教署正著手改善赤柱監獄酷熱問題，包括安裝滾筒扇、安裝冷水機、加設入水式便攜冷風機等，並取消雙人同房的安排。
6月11日，保衛香港運動的四名成员集會，批评石牆花借維護囚犯權益之名，持續向懲教署施壓，作無理設訴。该組織發起人傅振中表示在三日內收集逾18萬個簽名「支持懲教署應付石牆花攻擊」，指石牆花的投訴是詆毁署方刻意侮辱及虐待囚犯，同時批評該組織不斷提供資源給在囚人士在監獄中作長期無理投訴及鬥爭，旨在達至另一次反政府行動。另外，懲教署署長胡英明接受訪問時不點名批評石牆花打著囚權旗號攻擊署方的管理模式和羈押環境，目的是為某些在囚人士提供更舒適的羈押環境，強調有關計謀不會得逞。6月29日，石牆花在網站發文指懲教署近日推出冰毛巾，讓在囚人士向福利官申請購買，形容此舉並非最有效的解決方法，但仍要感謝懲教署的新猷。
7月初，石牆花在網上發文，指自6月起其中一款指定小食已暫時缺貨，而生產商亦未能提供到貨日期。另外，唯一一款可用的藍色原子筆亦已停產，一旦存貨售完將有缺貨危機。故此，石牆花希望懲教署放寬可入物品的限制，並建議署方跟進相關物品的市場情況。同月，消費券計劃開始登記，石牆花發文指在囚人士未能在獄中使用消費券，故期望政府將消費券轉化為現金，允許在囚人士直接使用。而石牆花則在8月提供以八達通購買禮品卡服務，公眾可把禮品卡轉贈予在囚人士家屬以減輕他們購買物資的負擔，而禮品卡的收益則用作支援組織每月購買探監物資的開支。8月2日，石牆花推出三類「探監物資券」，公眾可利用八達通購買物資券，然後贈予在囚人士家屬，或委託石牆花轉贈在囚人士家屬。邵家臻表示石牆花每月接獲逾百位還押人士求助，需花費數萬元準備還押物資，對組織造成一定財政壓力。他希望以此舉推動市民關注在囚人士，從而減低石牆花的財政壓力。

## 解散
2021年9月7日，時任保安局局長鄧炳強向傳媒說出「四個從而」的「朱古力危害國家安全論」，表示發現近期有還柙或在囚人士聯同外面的人，企圖在監獄內建立勢力從而危害國家安全，在獄中散播危害國家安全的種子。鄧的發言中特別強調有人送髮夾和朱古力予在囚人士，批評他們有組織壟斷探訪物品供應，一方面斂財，另一方面，收取這些東西從而在物品（的擁有）上變為一個特權，令還柙或在囚人士可以在監房招攬追隨者，從而利用其特權建立影響力，令監獄內的人受到影響，從而更加憎恨香港政府和中央（指中共）政府，從而危害國家安全。。同月9日，邵家臻在電台節目上回应邓的不點名批評，表示署方對物資有指定品牌款式，組織無法、無意、無力去壟斷探訪物品，只是購買數量較多，知道哪些途徑較易採購，才會引发垄断误会。邵否认斂財，表示石牆花為貿易公司具商業登記，資金主要源於出售咖啡豆等產品，以及近來推出的探監物資券，與在囚人士及其家屬之間沒有金錢關係，物資為免費贈送。但是，組織內部亦會討論和反思過往在網上呼籲徵集物資的做法，會否無意間引來當局誤會，並作相應調整。就濫用投訴制度的不点名批评，邵表示就獄政提出意見很平常，也曾对懲教署改善酷熱問題表示肯定。
同月14日，邵宣佈石牆花即日解散並停止服務。他在接受傳媒采访时表示，組織自成立以來有多方面的壓力，加上政府官員近日言論催化作用下，令事件升溫，后因12日发生了不便透露的事，令石牆花當晚緊急開會商討，最終8名員工一致同意結束服务。他指在此事上沒有政府官員接觸過他，又表示在全面管治下公民社會每個團體都會承受不同的壓力，可能它的存在或仍然營運就是罪名，不敢说亦不敢推测組織往後會否有法律責任。在總結組織過去的工作時，他以「花開花落有時盡，相逢相聚本無意」作引子，指組織受各方朋友支持，每月有百多名在囚人士接受服務，營運9個月已經不簡單。他形容組織步步為營，總以人道關懷及支援工作為目標，但時至今日已不能再營運下去，指「最緊要人無事」。当日，石牆花在其Facebook專頁上發表題為《世界上沒有無緣無故的結業》的聲明，指組織已停售「探監物資券」，所餘探監物資將盡快分派給所需家屬，而作為一間領有商業牌照的有限公司，石牆花會依據法律程序向公司註冊處申請撤銷註冊及解散，亦會按照勞工法例遣散現有員工。鄧在石牆花解散後翌日回應事件，表示尊重組織的解散决定，同時指出當時自己只是向公眾分享個人看法，沒有要求這些組織解散，組織是否解散由其自行決定。

## 外部連結
- 官方网站  （页面存档备份，存于）
- 石牆花的Facebook專頁  （页面存档备份，存于）